# Clovia altipeta
Clovia altipeta är en insektsart som beskrevs av Victor Lallemand 1950. Clovia altipeta ingår i släktet Clovia och familjen spottstritar. Inga underarter finns listade i Catalogue of Life.